# Bianca Walkden
Bianca Walkden (Liverpool, 29 settembre 1991) è una taekwondoka britannica, vincitrice della medaglia di bronzo alle Olimpiadi di Rio de Janeiro 2016 e di Tokyo 2020 nella categoria oltre i 67 kg.

## Palmarès
- Giochi olimpici

Rio de Janeiro 2016: bronzo nei +67 kg.
Tokyo 2020: bronzo nei +67 kg.
- Mondiali

Čeljabinsk 2015: oro nei +73 kg.
Muju 2017: oro nei +73 kg.
Manchester 2019: oro nei +73 kg.
- Europei

San Pietroburgo 2010: bronzo nei +73 kg.
Baku 2014: oro nei +73 kg.
Montreux 2016: oro nei +73 kg.
Kazan' 2018: argento nei +73 kg.
Sofia 2021: oro nei +73 kg.